# Ultimate C.C. Catch
Ultimate C.C. Catch – kompilacja niemieckiej piosenkarki C.C. Catch, wydana w listopadzie 2007 roku przez wytwórnię Edel Records. Składanka składa się z dwóch płyt CD, zawierając wybrane nagrania artystki z okresu jej współpracy z Dieterem Bohlenem oraz remiksy z kompilacji The Decade Remixes.

## Lista utworów[1]
| CD1 | CD1                                              | CD1     |
| Nr  | Tytuł utworu                                     | Długość |
| --- | ------------------------------------------------ | ------- |
| 1.  | „I Can Lose My Heart Tonight (Maxi Version)”     | 5:33    |
| 2.  | „House Of Mystic Lights (Radio Swing Mix)”       | 3:02    |
| 3.  | „Heartbeat City (12" Version)”                   | 4:56    |
| 4.  | „Are You Man Enough (Original Single Edit)”      | 3:27    |
| 5.  | „Do You Love As You Look”                        | 3:30    |
| 6.  | „’Cause You Are Young (12" Version)”             | 4:47    |
| 7.  | „Hollywood Nights”                               | 3:10    |
| 8.  | „Soul Survivor (12" Version)”                    | 5:13    |
| 9.  | „Don’t Wait Too Long”                            | 3:22    |
| 10. | „Baby I Need Your Love (Original Single Edit)”   | 3:01    |
| 11. | „Are You Serious”                                | 3:05    |
| 12. | „Midnight Gambler”                               | 3:30    |
| 13. | „Smokey Joe’s Café”                              | 3:41    |
| 14. | „Nothing But A Heartache (Original Single Edit)” | 3:01    |
| 15. | „Little By Little”                               | 2:58    |
| 16. | „Wild Fire”                                      | 3:40    |
| 17. | „Dancing In Shadows”                             | 3:34    |
| 18. | „You Shot A Hole In My Soul (12" Version)”       | 5:19    |
| 19. | „Picture Blue Eyes”                              | 3:30    |
| 20. | „Summer Kisses (12" Version)”                    | 7:25    |
|     |                                                  | 1:19:44 |

- Nagranie 13. („Smokey Joe’s Café”) to nagranie „Smoky Joe’s Café” (w tym wydaniu popełniono błąd w zapisie tytułu tego utworu).

| CD2 | CD2                                           | CD2     |
| Nr  | Tytuł utworu                                  | Długość |
| --- | --------------------------------------------- | ------- |
| 1.  | „House Of Mystic Lights (Decade Remix)”       | 4:10    |
| 2.  | „Strangers By Night (Decade Remix)”           | 4:54    |
| 3.  | „Heartbreak Hotel (Decade Remix)”             | 2:54    |
| 4.  | „Heaven And Hell (Decade Remix)”              | 2:43    |
| 5.  | „Soul Survivor (Decade Remix)”                | 2:33    |
| 6.  | „Good Guys Only Win In Movies (Decade Remix)” | 3:07    |
| 7.  | „Back Seat Of Your Cadillac (Decade Remix)”   | 2:08    |
| 8.  | „I Can Lose My Heart Tonight (Decade Remix)”  | 3:58    |
| 9.  | „Summer Kisses (Decade Remix)”                | 1:27    |
| 10. | „The Decade 7" Remix”                         | 5:25    |
| 11. | „Jump In My Car”                              | 3:05    |
| 12. | „Fire Of Love”                                | 3:00    |
| 13. | „You Can’t Run Away From It”                  | 3:12    |
| 14. | „V.I.P. They’re Calling Me Tonight”           | 3:27    |
| 15. | „Don’t Be A Hero”                             | 3:27    |
| 16. | „Born On The Wind”                            | 3:50    |
| 17. | „One Night’s Not Enough”                      | 5:20    |
| 18. | „Don’t Shoot My Sheriff Tonight”              | 3:05    |
| 19. | „Like A Hurricane”                            | 3:13    |
| 20. | „Stay (12" Version)”                          | 5:49    |
|     |                                               | 1:10:47 |

- Nagrania 1–9 to remiksy pochodzące z kompilacji The Decade Remixes.
- Nagranie 10. („The Decade 7" Remix”) to megamiks pochodzący z kompilacji The Decade Remixes.
- Nagranie 14. („V.I.P. They’re Calling Me Tonight”) to nagranie „V.I.P. (They’re Callin’ Me Tonight)” (w tym wydaniu popełniono błąd w zapisie tytułu tego utworu).

## Autorzy[2]
- Muzyka: Dieter Bohlen
- Autor tekstów: Dieter Bohlen
- Śpiew: C.C. Catch